# Himertosoma retuliger
Himertosoma retuliger är en stekelart som först beskrevs av Pierre L. G. Benoit 1959.  Himertosoma retuliger ingår i släktet Himertosoma och familjen brokparasitsteklar. Inga underarter finns listade i Catalogue of Life.